# Studia Warmińskie
Studia Warmińskie – rocznik ukazujący się od 1964 w Olsztynie jako periodyk naukowy ówczesnej diecezji warmińskiej. Wydawcą było pierwotnie Wyższe Seminarium Duchowne Metropolii Warmińskiej Hosianum. Od rocznika 48 (2011) wydawcą jest Wydział Teologii Uniwersytetu Warmińsko-Mazurskiego. Każdy tom zawiera następujące działy tematyczne: filozofia, teologia, prawo, nauki o rodzinie, historia.
Redaktorem naczelnym czasopisma jest ks. dr Zdzisław Kieliszek.